# 高橋たか子

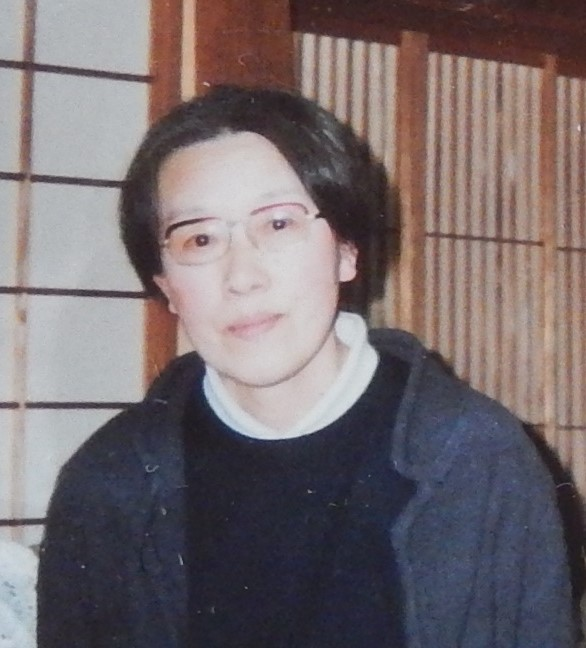
高橋たか子

高橋 たか子（たかはし たかこ、1932年（昭和7年）3月2日 - 2013年（平成25年）7月12日）は、日本の小説家。旧姓岡本、本名和子（たかこ）。夫の高橋和巳の死後本格的に作家活動に入り、『空の果てまで』『誘惑者』などを発表。愛憎を超えた不可解な心理の深層を描き続けた。カトリックに入信、渡仏して観想修道生活を送った（のち還俗して帰国）。

## 来歴・人物
京都府京都市下京区醒ヶ井通仏光寺下ル荒神町で、父・岡本正次郎、母・達子の長女として生まれる。父親は旧制名古屋高等工業学校建築科を卒業し、京都府警察部建築課に勤めていた。尋常小学校時代に等持院北町に転居し、京都府立嵯峨野高等女学校から京都府立山城高等学校を経て、1954年（昭和29年）、京都大学文学部フランス文学科卒。在学中に高橋和巳と知り合い、卒業の半年後に結婚する。大学院に進み、1958年に修士を取得。その一方で作家志望の和巳が働かなかったため、たか子が家庭教師や翻訳、外国人観光客のガイドなどをして家計を支え、加えて夫の原稿の清書なども精力的に手伝った。夫と共に、布施市吉松蔦崎町（現：東大阪市）、等持院北町のたか子の実家、吹田市大字垂水と転居し、1965年に鎌倉市二階堂理智光寺に住む。1967年、和巳は京都大学助教授に就任して京都へ単身赴任した。たか子は、業務専念義務のある大学教員になることで和巳の小説家への道が閉ざされることを心配し、また関西にいた頃和巳のもとに出入りした文学仲間から無視されつづけた経験が耐えがたかったことから京都へは同行しなかった。1967年4月から約半年間フランスに滞在した。
しかし1969年に夫である和巳が病に倒れ、たか子は献身的に介護するも1971年（昭和46年）、和巳と死別する。たか子もその後、自ら小説の執筆を本格化させた。1975年に遠藤周作の勧めでカトリックの洗礼を受けた。『高橋和巳の思い出』で、和巳は家では「自閉症の狂人」だったと書いた。たか子は、「自閉症の狂人」という表現を生前に和巳本人に告げており、和巳は笑って「その通りだ」と言っていた。1980年に渡仏、パリのサン＝ジェルヴェ・サン＝プロテ教会を母体とするエルサレム修道会の創立者のPère Pierre-Marie Delfieuから修道生活の誘いを受け、1981年からパリに安アパートを借りて住み隠修者となる。1985年に正式にエルサレム会に入会。たか子はこの間にフランス各地の修道院を訪ね、1988年にはエルサレムを訪れている。1988年に日本帰国後、京都市の女子カルメル会に入会し、修道生活を送った時期もある。
『空の果てまで』で田村俊子賞、『ロンリー・ウーマン』で女流文学賞、『怒りの子』で読売文学賞、『きれいな人』で毎日芸術賞を受賞した。他に代表作は、三原山での女子大学生の投身自殺を描いた『誘惑者』（泉鏡花文学賞受賞）がある。
2013年（平成25年）7月12日、茅ヶ崎市の老人ホームで心不全のため死去した。喪主を務めた鈴木喜久男（翻訳家の鈴木晶）はたか子の40年来の弟子で、たか子の生前から鎌倉の高橋たか子の家(たか子の友人の黒川紀章設計)の管理を任され、和巳・たか子両名の著作権代理人を務めた。高橋夫妻の著作権はたか子の没後、日本近代文学館に遺贈された。たか子は、冨士霊園で和己と一緒に眠るが、京都市の妙顕寺塔頭本妙院の岡本家墓地に分骨埋葬されている。

## 著書

### 単著
- 『彼方の水音』講談社、1971年。
  - 『彼方の水音』講談社〈講談社文庫〉、1978年6月。
- 『双面』河出書房新社、1972年。
- 『骨の城』人文書院、1972年。
- 『空の果てまで』新潮社、1973年。
  - 『空の果てまで』新潮社〈新潮文庫〉、1983年2月。ISBN 4-10-118802-5。
- 『共生空間』新潮社、1973年。
- 『失なわれた絵』河出書房新社、1974年。
  - 『失われた絵』河出書房新社〈河出文庫〉、1981年12月。ISBN 978-4-309-40022-8。
- 『没落風景』河出書房新社、1974年。
  - 『没落風景』新潮社〈新潮文庫〉、1980年2月。
- 『華やぐ日』講談社、1975年。
- 『魂の犬』講談社、1975年。
- 『誘惑者』講談社、1976年。
  - 『誘惑者』講談社〈講談社文庫〉、1983年3月。ISBN 4-06-183015-5。
  - 『誘惑者』講談社〈講談社文芸文庫〉、1995年11月。ISBN 4-06-196344-9。
- 『高橋和巳の思い出』構想社、1977年1月。
- 『ロンリー・ウーマン』集英社、1977年6月。
  - 『ロンリー・ウーマン』集英社文庫、1982年11月。
- 『天の湖』新潮社、1977年12月。
  - 『天の湖』新潮文庫、1984年6月。ISBN 4-10-118803-3。
- 『記憶の冥さ』人文書院、1978年2月。
- 『白い光』悠想社、1978年4月。
- 『人形愛』講談社、1978年9月。
- 『荒野』河出書房新社、1980年3月。
  - 『荒野』河出文庫、1983年12月。
- 『驚いた花』人文書院、1980年6月。
- 『怪しみ』新潮社、1981年3月。
- 『装いせよ、わが魂よ』新潮社、1982年10月。
- 『遠く、苦痛の谷を歩いている時』講談社、1983年11月。ISBN 4-06-200796-7。
- 『霊的な出発』女子パウロ会、1985年2月。ISBN 4-7896-0192-7。
- 『怒りの子』講談社、1985年9月。ISBN 4-06-202414-4。
  - 『怒りの子』講談社〈講談社文芸文庫〉、2004年7月。ISBN 4-06-198374-1。
- 『神の飛び火』女子パウロ会、1986年10月。ISBN 4-7896-0246-X。
- 『水そして炎』女子パウロ会、1989年10月。ISBN 4-7896-0327-X。
- 『土地の力』女子パウロ会、1992年5月。ISBN 4-7896-0369-5。
- 『『内なる城』について思うこと』女子パウロ会、1992年9月。ISBN 4-7896-0386-5。
- 『始まりへ　小説ふう戯曲』女子パウロ会、1993年4月。ISBN 4-7896-0393-8。
- 『高橋たか子自選小説集』 1巻、講談社、1994年5月。ISBN 4-06-250451-0。
- 『高橋たか子自選小説集』 2巻、講談社、1994年7月。ISBN 4-06-250452-9。
- 『高橋たか子自選小説集』 3巻、講談社、1994年9月。ISBN 4-06-250453-7。
- 『高橋たか子自選小説集』 4巻、講談社、1994年11月。ISBN 4-06-250454-5。
- 『境に居て』講談社、1995年5月。ISBN 4-06-207268-8。
- 『亡命者』講談社、1995年12月。ISBN 4-06-207957-7。
- 『意識と存在の謎　ある宗教者との対話』講談社現代新書、1996年8月。ISBN 4-06-149317-5。
- 『高橋和巳という人　二十五年の後に』河出書房新社、1997年2月。ISBN 4-309-01123-3。
- 『放射する思い』講談社、1997年9月。ISBN 4-06-208777-4。
- 『神の海　マルグリット・マリ伝記』講談社、1998年10月。ISBN 4-06-209308-1。
- 『私の通った路』講談社、1999年12月。ISBN 4-06-209912-8。
- 『君の中の見知らぬ女』講談社、2001年3月。ISBN 4-06-210633-7。
- 『この晩年という時』講談社、2002年3月。ISBN 4-06-211145-4。
- 『きれいな人』講談社、2003年6月。ISBN 4-06-211813-0。
- 『巡礼地に立つ　フランスにて』女子パウロ会、2004年11月。ISBN 4-7896-0590-6。
- 『高橋たか子の「日記」』講談社、2005年4月。ISBN 4-06-212780-6。
- 『墓の話』講談社、2006年4月。ISBN 4-06-213406-3。
- 『どこか或る家　高橋たか子自選エッセイ集』講談社文芸文庫、2006年12月。ISBN 4-06-198461-6。
- 『ライサという名の妻』女子パウロ会、2008年2月。ISBN 978-4-7896-0644-8。
- 『過ぎ行く人たち』女子パウロ会、2009年6月。ISBN 978-4-7896-0676-9。

以下は没後刊行
- 『終りの日々』みすず書房、2013年12月。ISBN 978-4-622-07803-6。
- 『人形愛／秘儀／甦りの家』講談社文芸文庫、2015年9月。ISBN 978-4-06-290285-4
- 『夜の客　遠いあなたへ　不思議な縁－付：板谷全子脚色「誘惑者」』一麦出版社、2017年7月。ISBN 978-4-86325-100-7（ラジオドラマ作品）
- 『誘惑者』小学館「P＋DBOOKS」、2019年5月。ISBN 978-4-09-352365-3
- 『怒りの子』小学館「P＋DBOOKS」、2019年5月。ISBN 978-4-09-352409-4
- 『亡命者』講談社文芸文庫、2022年5月。ISBN 978-4-06-527751-5

### 共著・編著・共編著
- 大庭みな子『対談・性としての女』講談社、1979年11月。
- 高橋たか子 編『神の小羊についてゆく　内面の過越のために』女子パウロ会、1994年4月。ISBN 4-7896-0417-9。
- 竹西寛子、倉橋由美子・高橋たか子『竹西寛子・倉橋由美子・高橋たか子』河野多惠子ほか監修、角川書店〈女性作家シリーズ 14〉、1998年1月。ISBN 4-04-574214-X。

### 全集
- 『高橋和巳・高橋たか子電子全集』小学館（電子書籍・全24巻）、2021-2023
  1. 高橋和巳　小説1『邪宗門』ほか
  2. 高橋たか子　小説1『誘惑者』ほか
  3. 高橋和巳　小説2『悲の器』ほか
  4. 高橋たか子　小説2『人形愛』ほか
  5. 高橋和巳　小説3『憂鬱なる党派』ほか
  6. 高橋たか子　小説3『空の果てまで』ほか
  7. 高橋和巳 小説4『我が心は石にあらず』ほか
  8. 高橋たか子 小説4『怒りの子』ほか
  9. 高橋和巳　小説5『日本の悪霊』ほか
  10. 高橋たか子 小説5『亡命者』ほか
  11. 高橋和巳　小説6『黄昏の橋』ほか
  12. 高橋たか子 小説6『きれいな人』ほか
  13. 高橋和巳　小説7『捨子物語』ほか
  14. 高橋たか子　伝記『神の海』ほか
  15. 高橋和巳　エッセイ・評論1『孤立無援の思想』ほか
  16. 高橋たか子　エッセイ1『魂の犬』ほか
  17. 高橋和巳　エッセイ・評論2『わが解体』ほか
  18. 高橋たか子　エッセイ2『霊的な出発』ほか
  19. 高橋和巳　中国文学1　評論
  20. 高橋たか子　エッセイ3『私の通った路』ほか
  21. 高橋和巳　中国文学2　翻訳ほか
  22. 高橋たか子 対談、その他
  23. 高橋和巳　対話、講演
  24. 高橋たか子　エッセイ4『終りの日々』ほか

### 翻訳
- ピエール・ドマルニュ『ギリシア美術の誕生』村田数之亮共訳、新潮社〈人類の美術〉、1966年。
- エドモンド・シャルル＝ルー『忘却のパレルモ』新潮社、1967年。
- アンドレ・ピエール・ド・マンディアルグ『大理石』澁澤龍彦共訳、人文書院、1971年。
- ジュリアン・グリーン『ヴァルーナ』人文書院〈ジュリアン・グリーン全集 3〉、1979年9月。
- ラシルド『ヴィーナス氏』鈴木晶共訳、人文書院、1980年10月。
- モニカ・ギーダールほか作『パパとママがりこんしたとき』きたざわきょうこ共訳、アーニ出版〈だれもおしえなかったえほんシリーズ〉、1983年6月。ISBN 4-87001-013-5。
- ピエール・マリ・デルフィユ『都市の中の観想』女子パウロ会、1984年9月。ISBN 4-7896-0182-X。
- アンリ・カファレル『内なる祈り――念祷』女子パウロ会、1995年4月。ISBN 4-7896-0439-X。
- アンリ・カファレルdate=1998-02『熱愛のヨセフとマリア　妻マリアをお前のもとに迎えよ』聖母の騎士社〈聖母文庫〉。ISBN 4-88216-165-6。
- アンリ・カファレル『神、この、もっとも曲解された名　古代から現代まで』女子パウロ会、2001年2月。ISBN 4-7896-0531-0。
- Takahashi Takako. Lonely Woman. Weatherhead books on Asia. Essay and English translations by Maryellen Toman Mori. Columbia University Press, 2004. ISBN 978-0-231-13126-1
- Takahashi Takako. Mirror, Gems, and Veil: The Life and Writings of Takahashi Takako (1932-2013). Essay and English translations by Maryellen Toman Mori. The Edwin Mellen Press, 2018. ISBN 9781495506444.